# 궁내중학교
궁내중학교(宮內中學校)는 대한민국 경기도 군포시 산본동에 있는 공립 중학교이다.

## 학교 연혁
- 1994년 2월 28일 : 궁내중학교 설립인가 (27학급)
- 1994년 3월 1일 : 초대 정창교 교장 취임
- 1994년 3월 4일 : 개교 및 입학식 (7학급 294명)
- 1994년 12월 12일 : 교사 5층 증축 완공
- 1997년 2월 15일 : 제1회 졸업식 (졸업생 329명)
- 2011년 10월 18일 : 다목적 강당 리모델링 후 개관식(목련관으로 개명)
- 2019년 12월 27일 : 제24회 졸업식(9학급 275명) (누계 8,708명)
- 2021년 3월 1일 : 제11대 엄민용 교장 취임
- 2024년 1월 5일 : 제28회 졸업식(10학급 254명)
- 2024년 3월 4일 : 2024학년도 입학식(10학급 270명)

## 참고 자료
- 궁내중학교 - 한국교육학술정보원 학교알리미